# Partia Ludowa (Łotwa)
Partia Ludowa (łot. Tautas partija, TP) – konserwatywna, nieistniejąca już partia polityczna działająca na Łotwie od 1998, wchodząca w skład rządzących krajem koalicji centroprawicowych (1999–2002; 2004–2010). 

## Historia
Ugrupowanie powstało w 1998 jako konkurencja dla dominujących wówczas na prawej części sceny politycznej Łotewskiej Drogi i koalicji „Dla Ojczyzny i Wolności”. W wyborach do Sejmu VII kadencji w 1998 ugrupowanie zdobyło pierwsze miejsce, uzyskując 21,19% głosów i 24 mandaty, jednak pozostało w opozycji wobec rządów Vilisa Krištopansa. W 1999 partia weszła w skład koalicji skupionej wokół premiera Andrisa Šķēlego, później wspierała rząd Bērziņša. W wyborach do Sejmu VIII kadencji w 2002 ludowcy zajęli trzecie miejsce (16,61% głosów i 20 mandatów), przechodząc do opozycji wobec rządów Einarsa Repšego. W 2004 nawiązali współpracę z czterema ugrupowaniami centroprawicy stając się jednym z filarów rządu Indulisa Emsisa, a później również lidera TP Aigarsa Kalvītisa (2004–2007) oraz Ivarsa Godmanisa (2007–2009). W latach 2009–2010 ugrupowanie wchodziło w skład rządu Valdisa Dombrovskisa, gdzie jego przedstawicielem był m.in. minister spraw zagranicznych Māris Riekstiņš. W wybranym w 2006 Sejmie IX kadencji partia reprezentowana była przez 23 parlamentarzystów, do momentu opuszczenia przez kilka osób, które założyły Związek Obywatelski i Stowarzyszenie na rzecz Innej Polityki. W maju 2010 partia zdecydowała o przyłączeniu się wraz z LPP/LC i partiami regionalnymi do szerszego ruchu centroprawicowego pod nazwą „O lepszą Łotwę” (PLL). W wyborach w 2010 TP uzyskała 4 posłów z ramienia PLL. Na 15 kongresie TP w dniu 9 lipca 2011 delegaci podjęli decyzję o rozwiązaniu ugrupowania.
Przewodniczącymi TP byli kolejno: Andris Šķēle (1998–2002), Atis Slakteris (2002–2006), Aigars Kalvītis (2006–2008) i Mareks Segliņš (2008–2010). Od 2010 do 2011 funkcję tę ponownie sprawował Andris Šķēle.

## Reprezentacja w samorządzie
Partia reprezentowana była w większości samorządów – rządziła lub współrządziła m.in. w Aizkraukle, Baldone, Balvi, Kiesiu, Gulbene, Kuldydze, Lucynie, Madonie, Rzeżycy i Valce. W wyborach do rady miejskiej w Rydze w 2001 uzyskała 10,28% głosów i 6 miejsc, pozostając partią opozycyjną, cztery lata później poprawiła wynik o 2 mandaty, dołączając do koalicji zarządzającej miastem. Od 2009 ugrupowanie nie było reprezentowane w radzie miejskiej Rygi. W wyborach w 2009 spośród miast wydzielonych TP uzyskała przedstawicielstwo – po jednym mandacie – w radach Jurmały, Rzeżycy, Jēkabpils i Lipawy. W Valmierze zebrała 7 z 13 mandatów, a jej przedstawiciel Inesis Boķis został burmistrzem miasta.

## Pozycja międzynarodowa
Ludowcy byli stowarzyszeni z Europejską Partią Ludową. W wyborach do Parlamentu Europejskiego w 2004 uzyskali 6,65% głosów, co przełożyło się na mandat poselski dla Rihardsa Pīksa. W wyborach 2009 partia nie przekroczyła progu wyborczego i nie wprowadziła swoich przedstawicieli do Parlamentu Europejskiego.